# 尤尼弗索爾 (印地安納州)
尤尼弗索爾（英語：Universal）是一個位於美國印地安納州弗米利恩縣的城鎮。

## 人口
根據2010年美國人口普查的數據，尤尼弗索爾的面積為0.66平方千米，當中陸地面積為0.66平方千米，而水域面積為0.00平方千米。當地共有人口362人，而人口密度為每平方千米548人。